# 结城政胜
结城政胜（文龟3年1503年—永禄2年1559年9月2日）日本战国时代前期武将，下总国结城氏第16代当主。父亲为结城氏第15代当主结城政朝，结城政胜为次男，幼名六郎。官位至左卫门督。

## 簡歷
结城政胜在文龟3年（1503年）出生，22岁就继承了家督。至于继承家督的年代一般认为大永7年（1527年）前当主结城政朝隐退，让长子结城政直继承家督。但是后来结城政直病逝，最后家督由结城政胜继承。
结城政胜继承家督后，于隐居的父亲结城政朝一同计策让结城氏的领土扩大，并开始与邻国佐竹氏、宇都宫氏对抗。此时的关东也发生了巨大的变化。北条氏当主北条早云占据了小田原城，势力急速膨胀，并且严重威胁到关东管领扇谷氏和古河公方的统治地位。古河公方足利晴氏在天文14年（1545年）十月开始发动战争，号召扇谷氏、山内上杉氏一同进攻北条氏的河越城。联军由于在包围河越城被北条氏夜袭而击败，北条氏康成功占领了武藏国北部。
北条氏的势力渐渐扩大，连古河公方也几乎被他控制。而结城政胜也想要扩大自己的势力，最后与北条氏康同盟。结城政胜获得北条氏的军力协助击败宇都宫氏，并夺取了小栗城。为了阻止结城氏的崛起，小田氏、佐竹氏和宇都宫氏三个势力建立了同盟，并一同对抗结城政胜。此时的结城政胜拉拢了宇都宫氏的敌人那须氏当主那须政资结为盟友。
天文16年（1547年）结城政朝病逝，在他病逝之前委托结城政胜和小山高朝（结城政胜的弟弟，小山氏当主）二人要联手抗敌，把敌人的首级放在他的墓上拜祭。五十多天后，宇都宫氏果然派兵进攻小山氏，结城政胜马上出兵救援小山高朝，兄弟二人成功打败宇都宫军，并在战场上讨取很多敌人的首级，把这些首级都拿到了父亲的墓前拜祭，实现了当初的承诺。结成政胜与小山高朝两兄弟建立了牢不可破的同盟关系，使得他们的实力在宇都宫氏等敌人对立的同时不断扩大自己的势力。
天文17年（1548年），嫡子结城明朝夭折。最后结城政胜将弟弟小山高朝的三男小山晴朝收为养子并改名为结城晴朝，指定他为结城氏的家督继承人，这一举动也使得两家的关系更加亲密。
弘治2年（1556年），结城政胜与北条氏康联合包围小田氏的海老岛城。最后击破小田氏治，并把下总国的领土扩大到下野国。据《结城家记》的记载，结成政胜通过了这次的战役，取得了小田氏的四十二乡、海老岛、小栗、丰田等等地区的控制权。
结城政胜的一生最大的功绩除了扩大领土之外，也制定了有名的分国法《结城氏新法度》。本书的主要目的在于维持家中的规矩，以法度预先明示家中的统治规范。而重点明确地主从关系、行政手续等等和家族、财政、部属身份的规定。除了这些以外，法度中所描写的基本损伤都是日本战国时代大名们统治领地是所面临的基本问题。
永禄2年（1559年）结城政胜病逝，享年57岁。